# Giuseppe Fezzardi
Giuseppe Fezzardi (Arcisate, Italia; 28 de diciembre de 1939), es un exciclista italiano que fue profesional entre los años 1961 y 1972. Entre sus logros deportivos más destacados figuran una Vuelta a Suiza en 1963 y una etapa del Tour de Francia de 1965.

## Palmarés
- 1962
  - 1.º en la Tres Valles Varesinos
- 1963
  - 1.º en la Vuelta a Suiza
- 1965
  - Vencedor 15.ª etapa en el Tour de Francia
- 1966
  - 1.º en el Giro del Ticino

## Resultados Grandes Vueltas

### Giro de Italia
- 1963. 53.º de la clasificación general
- 1966. 58.º de la clasificación general
- 1968. 61.º de la clasificación general
- 1969. 42º de la clasificación general
- 1970. 80.º de la clasificación general
- 1971. 73.º de la clasificación general

### Tour de Francia
- 1965. 36.º de la clasificación general. Vencedor de la 15.ª etapa.
- 1966. 42.º de la clasificación general